# Jean-Pierre Léaud

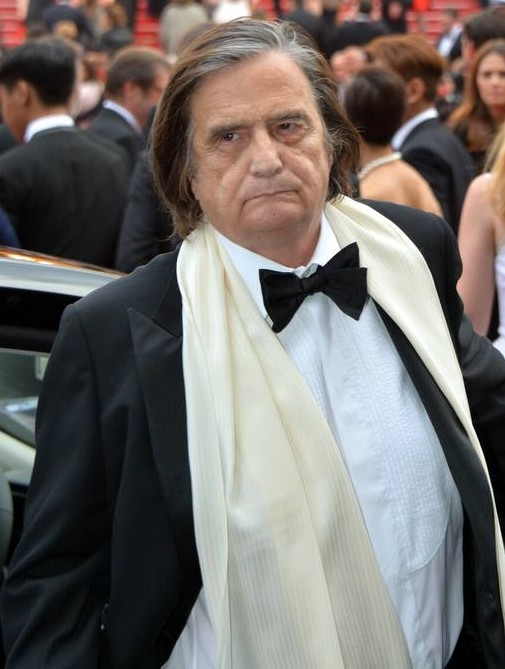
Jean-Pierre Léaud in Cannes 2016

Jean-Pierre Léaud (* 28. Mai 1944 in Paris) ist ein französischer Filmschauspieler. Berühmt wurde er 1959 durch die Hauptrolle des Antoine Doinel in François Truffauts Filmklassiker Sie küssten und sie schlugen ihn. Er spielte diese Rolle auch in den weiteren Filmen von Truffauts sogenanntem Antoine-Doinel-Zyklus. Léaud galt in den 1960er und 1970er Jahren als ein wichtiges Gesicht des französischen Autorenfilms, auch durch seine Rollen in Masculin – Feminin (von Jean-Luc Godard, 1966) und Die Mama und die Hure (von Jean Eustache, 1973). 1990 erlebte er ein Comeback mit I Hired a Contract Killer (von Aki Kaurismäki).

## Leben
Jean-Pierre Léaud wurde als Sohn einer Schauspielerin und eines Drehbuchautors in Paris geboren und in den 1960er Jahren durch seine Zusammenarbeit mit dem Regisseur François Truffaut ein wichtiger Protagonist der Nouvelle Vague. So konnte er sich beim Casting für die Hauptrolle in Truffauts erstem abendfüllendem Spielfilm durchsetzen und spielte die Rolle des Antoine Doinel in Sie küßten und sie schlugen ihn (1959), Geraubte Küsse (1968), Tisch und Bett (1970) und Liebe auf der Flucht (1979). Begehrt das Kind Doinel, den er in seinem Filmdebüt darstellt, gegen eine ignorante Umgebung auf, so gerät der jugendliche Doinel in Geraubte Küsse in Liebeswirren mit seiner Freundin, Christine Darbon, die von Truffauts Entdeckung Claude Jade gespielt wurde. Die folgenden Filme des Zyklus bilden eine Chronik des Paares Antoine und Christine: Ihr Eheleben zeigt Tisch und Bett, und in Liebe auf der Flucht lassen sie sich scheiden, bleiben aber Freunde. Anfangs gleichen sich die beiden Figuren in ihrer Naivität, doch während Christine mit der Zeit reifer wird, bleibt Antoine auch im Erwachsenenalter kindlich. Zartheit mit einer Neigung zu Exzentrik und Poesie zeichnen Antoine Doinel aus, der oft als Symbiose aus Truffaut und Léaud interpretiert wurde. Der Zyklus, der sich über 20 Jahre erstreckt, ist in der Filmgeschichte einmalig. Auch privat war Truffaut mit Léaud verbunden: Léaud wohnte eine Zeitlang bei seinem filmischen Ziehvater.
Léaud spielte 1966 in Jean-Luc Godards Masculin – Feminin oder: Die Kinder von Marx und Coca-Cola und erhielt dafür einen Silbernen Bären als bester Hauptdarsteller bei der Berlinale. Im folgenden Jahr wurde Der Start von Jerzy Skolimowski als bester Film bei der Berlinale 1967 ausgezeichnet – mit Léaud in der Hauptrolle.
In der Phase seiner Zusammenarbeit mit Godard (Die Chinesin, Made in USA, Die fröhliche Wissenschaft) wurden Léauds Figuren kälter und zeichneten sich, anders als in den Truffaut-Filmen, durch eine humorlose Distanziertheit aus. Léaud wurde zum Spielball eines jahrelangen Streits der einstigen Freunde Truffaut und Godard, was schließlich der Film Godard trifft Truffaut im Jahr 2011 thematisierte.
Mit Truffaut arbeitete Léaud neben den Doinel-Filmen auch in Zwei Mädchen aus Wales und die Liebe zum Kontinent (1972) und Die amerikanische Nacht (1973), wobei der Alphonse in Letzterem gleichsam ein Doppelgänger Doinels war und sich in Rückblenden im letzten Doinel-Abenteuer Liebe auf der Flucht wiederfindet: So schneidet Truffaut in einen Streit der Figuren Alphonse (Léaud) und Liliane (Dani) Zwischenschnitte auf Christine (Claude Jade), die den Streit schlichtet, sodass auch Alphonse ein Teil der fiktiven Biographie Doinels wird.
Neben Truffaut und Godard arbeitete Léaud mit weiteren Größen des Autorenfilms: Bernardo Bertolucci engagierte ihn 1972 für das Erotikdrama Der letzte Tango in Paris als Tom, den Regisseursfreund der von Maria Schneider verkörperten weiblichen Hauptfigur. Avantgardistisch arbeitete er in den Autorenfilmen von Jacques Rivette und Jean Eustache. Eustaches Die Mama und die Hure zählt neben Geraubte Küsse zu Léauds wichtigsten Filmen. Weitere wichtige Regisseure, die mit ihm arbeiteten, sind Pier Paolo Pasolini (Der Schweinestall) und Glauber Rocha (Der Löwe mit den sieben Köpfen).
1975 drehte Léaud einen Film in Deutschland. Die Gangstersatire Umarmungen und andere Sachen wurde unter der Regie von Jochen Richter in einem Bergdorf in Bayern gedreht. Co-Produzent dieses Films war Bernd Eichinger. Doch reine Kommerzfilme wie dieser blieben die Ausnahme in Léauds Schaffen.
In den 1980er Jahren wurde es ruhiger um Léaud, vor allem da das Autorenkino der Nouvelle Vague an Bedeutung verlor und Léaud für den Rollentypus des rebellischen jungen Mannes allmählich zu alt war. Nach Truffauts Tod wollte sich Daniel Cohn-Bendit 1986 mit einer Fortsetzung der Antoine-Doinel-Reihe als Filmemacher etablieren und kontaktierte Claude Jade, die Léauds Partnerin in drei Filmen der Reihe gewesen war. Das Projekt kam nicht zustande. Zu einer Zusammenarbeit zwischen Cohn-Bendit und Léaud kam es schließlich 1991 bei dem wenig beachteten Film C’est la vie.
1990 feierte Léaud ein Comeback mit I Hired a Contract Killer unter der Regie von Aki Kaurismäki. Seitdem ist er gelegentlich Hauptdarsteller in Filmen junger Regisseure, so 2001 in dem französisch-kanadischen Film Der Pornograph von Bertrand Bonello. Des Weiteren übernahm er zahlreiche Nebenrollen oder selbstreferenzielle Cameo-Auftritte, Letzteres etwa in Tsai Ming-liangs What Time Is It There? (2001) und Bernardo Bertoluccis Die Träumer (2003). Im Jahr 2011 übernahm Léaud eine kleine Rolle in einem weiteren Film von Kaurismäki, Le Havre, der auf dem Filmfestival von Cannes uraufgeführt wurde. 2016 spielte er unter der Regie von Albert Serra in Der Tod von Ludwig XIV. den sterbenden König Ludwig XIV. und erhielt herausragende Kritiken für seine Altersrolle.
Im Jahr 2000 erhielt er einen Ehren-César. 2016 wurde ihm die Goldene Palme der Filmfestspiele von Cannes für sein Lebenswerk zuerkannt.
Léaud ist mit der ehemaligen Philosophie-Lehrerin Brigitte Duvivier verheiratet.

## Filmografie

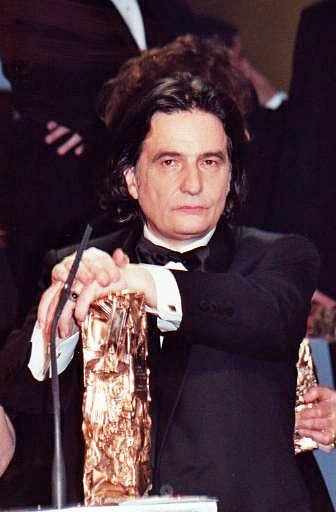
Jean-Pierre Léaud mit dem César-Ehrenpreis im Jahr 2000

- 1958: Des Königs bester Mann (La Tour, prends garde!)
- 1959: Sie küßten und sie schlugen ihn (Les quatre cents coups)
- 1960: Das Testament des Orpheus (Le testament d’Orphée, ou ne me demandez pas pourquoi!)
- 1960: Lichter von Paris (Boulevard)
- 1962: Antoine und Colette (Antoine et Colette)
- 1962: Liebe mit zwanzig (L’amour à vingt ans)
- 1963: Les mauvaises fréquentations
- 1963: L’amour à la mer
- 1964: Mata Hari, Agent H. 21 (Mata Hari, agent H21)
- 1965: Lemmy Caution gegen Alpha 60 (Alphaville, une étrange aventure de Lemmy Caution)
- 1965: Elf Uhr nachts (Pierrot le fou)
- 1966: Der Weihnachtsmann hat blaue Augen (Le père Noël a les yeux bleus)
- 1966: Masculin – Feminin oder: Die Kinder von Marx und Coca-Cola (Masculin féminin: 15 faits précis)
- 1966: Made in USA
- 1967: Das älteste Gewerbe der Welt (Le plus vieux métier du monde)
- 1967: Der Start (Le départ)
- 1967: Die Chinesin (La Chinoise)
- 1967: Weekend (Week End)
- 1968: La concentration
- 1968: Geraubte Küsse (Baisers volés)
- 1969: Paul
- 1969: Die fröhliche Wissenschaft (La gai savoir)
- 1969: Der Schweinestall (Porcile)
- 1970: Tisch und Bett (Domicile conjugal)
- 1970: Os Herdeiros
- 1970: Der Löwe mit den sieben Köpfen (Der leone have sept cabeças)
- 1971: Une aventure de Billy le Kid
- 1971/1972: Out 1: Noli me tangere / Out 1: Spectre
- 1971: Zwei Mädchen aus Wales und die Liebe zum Kontinent (Les deux Anglaises et le continent)
- 1972: Der letzte Tango in Paris (Ultimo tango a Parigi)
- 1973: L’éducation sentimentale (TV)
- 1973: Die amerikanische Nacht (La nuit américaine)
- 1973: Die Mama und die Hure (La maman et la putain)
- 1975: Umarmungen und andere Sachen
- 1976: Les lolos de Lola
- 1979: Liebe auf der Flucht (L’amour en fuite)
- 1980: Parano
- 1981: La cassure
- 1981: Le petit pommier (TV)
- 1981: Aiutami a sognare
- 1982: Mersonne ne m’aime (TV)
- 1983: Rebelote
- 1984: Episode „Rue Fontaine“ in: Paris vu par … vingt ans après
- 1985: Le tueur assis (TV)
- 1985: Treasure Island
- 1985: Détective
- 1985: L’herbe rouge
- 1985: Csak egy mozi
- 1986: Der Fall Boran
- 1986: Corps et biens
- 1987: Ossegg oder Die Wahrheit über Hänsel und Gretel
- 1987: Les keufs
- 1987: Lolita ’90 (36 fillette)
- 1988: Sei delitti per padre Brown (TV-Miniserie)
- 1988: Jane B. par Agnès V.
- 1988: La couleur du vent
- 1989: Femme du vent (TV)
- 1989: Bunker Palace Hôtel
- 1990: Vertrag mit meinem Killer (I Hired a Contract Killer)
- 1991: Paris erwacht (Paris s’éveille)
- 1991: C’est la vie
- 1992: Das Leben der Bohème (La vie de bohème)
- 1993: Wenn Liebe entflammt (La naissance de l’amour)
- 1994: Überdreht und durchgeknallt (Personne ne m’aime)
- 1995: Hundert und eine Nacht (Les cent et une nuits de Simon Cinéma)
- 1996: Mein Mann – Für deine Liebe mach’ ich alles (Mon homme)
- 1996: Tagebuch eines Verführers (Le journal du séducteur)
- 1996: Irma Vep
- 1996: Liebe, Rache usw. (Pour rire!)
- 1998: Elizabeth
- 1999: Innocent
- 2000: Une affaire de goût
- 2000: L’affaire Marcorell
- 2001: What Time Is It There? (Ni na bian ji dian)
- 2001: Der Pornograph (Le pornographe)
- 2002: La guerre à Paris
- 2003: Die Träumer (The Dreamers)
- 2004: Folle embellie
- 2005: Ich sah den Mord an Ben Barka (J’ai vu tuer Ben Barka)
- 2009: Visage
- 2011: Le Havre
- 2012: Camille – Verliebt nochmal! (Camille redouble)
- 2016: Der Tod von Ludwig XIV. (La mort de Louis XIV)
- 2017: M
- 2017: Le lion est mort ce soir
- 2018: Alien Crystal Palace
- 2019: C’è tempo

## Auszeichnungen
- 1961: Nominierung für den British Academy Film Award in der Kategorie Bester Nachwuchsdarsteller für Sie küßten und sie schlugen ihn
- 1966: Silberner Bär in der Kategorie Bester Darsteller für Masculin – Feminin oder: Die Kinder von Marx und Coca-Cola
- 1987: Nominierung für den César in der Kategorie Bester Nebendarsteller für Les keufs
- 2000: César-Ehrenpreis für sein Lebenswerk
- 2016: Goldene Palme – Ehrenpreis der Internationalen Filmfestspiele von Cannes für sein Lebenswerk

## Dokumentation
- Jean-Pierre Léaud - Truffauts Alter Ego. Regie: Cyril Leuthy, ARTE F, Frankreich, 63 Minuten, 2024